# レジスト
レジストとは、主に工業用途で使用される、物理的、化学的処理に対する保護膜、及びその形成に使用される物質である。
諸般の製造過程で、サンドブラスト、イオン注入、エッチングなどの処理を施す際、被処理物表面の一部を樹脂などで保護し、処理をしたあとに保護膜を剥離することで、被処理物の所望の部分のみを処理することができる。この手法に使われる保護膜をレジストという。処理に耐える (resist) 事からこの名がついた。用途や塗り分け（パターニング）方法で幾種類かに分類される。

## フォトレジスト（パターニング方法による分類）
感光性を持ち、フォトリソグラフィ工程で使用されるレジスト。大量生産される製品に使用されるレジストは、ほとんどがフォトレジストである。一般的な使用方法としては、スピンコーターやスリットコーター等で薄膜状に塗布し、光や電子線を部分的に照射して溶解性を変化させ、その後現像によって不要な部分を除去する。製版、プリント基板、半導体ウェハーなどの製造に使用される。

## スクリーン印刷レジスト（塗布・パターニング方法による分類）
スクリーン印刷を用いてパターニングされるレジスト。露光・現像・リンスといった工程を経るフォトリソグラフィに比して、直接必要な部分にのみ樹脂を印刷するため、比較的無駄が少なくまた大面積にも対応し易い。さらに、重ね塗りすることで厚い膜を作るのにも適している。量産性にも優れてはいるが、微細構造には対応できない。プリント基板配線等で主に用いられる。

## エッチングレジスト（用途による分類）
エッチング時の部分的保護(マスク)に用いられるレジスト。耐アルカリ・耐酸性等、エッチング時の処理薬品に応じて選択される。フォトレジストの代表的な用途の一つである。

## めっきレジスト（用途による分類）
めっき時の部分的保護(マスク)に用いられるレジスト。レジストが無い部分にのみメッキする事ができ、回路の配線など金属を自在にパターニングできる。耐薬品性等、めっき前処理、及びめっき処理時の処理薬品に応じて選択される。

## ソルダーレジスト（使用目的による分類）
プリント基板のはんだ付けしない部分に塗布し、はんだブリッジによる短絡（ショート）を防止するなど回路を保護する役目を持つ。この場合、はんだ付け後に剥離せず、そのまま絶縁膜として用いる。色は緑色が多いが近年は様々な色がある。通称SR (solder resist)、ソルダーマスク。LPSM (liquid photoimageable solder mask)、DFSM (dry film photoimageable solder mask) など種類がある。